# Люк, Нед
Нед Люк (англ. Ned Luke; род. 4 октября 1958, Данвилл, Иллинойс, США) — американский актёр, получивший известность благодаря роли Майкла де Санты в игре Grand Theft Auto V.

## Ранние годы
Нед Люк родился в городе Данвилл, Иллинойс. В семье было пятеро детей. Окончил среднюю школу Данвилла в 1977 году, в школьные годы был спортсменом и прилежным учеником. В дальнейшем окончил Университет Иллинойса в городе Шампейн, Иллинойс.

## Карьера
Первой крупной работой Люка в кинематографе стало озвучивание овчарки по имени Раффлс в мультфильме «Пёс из Лас-Вегаса». На протяжении 1990-х и начале 2000-х годов преимущественно снимался в эпизодах различных телевизионных шоу и рекламных роликах.
В 2007 году, разочаровавшись в шоу-бизнесе и желая, чтобы его сын рос там, где родился он, Люк решил взять небольшой перерыв в съёмках, и перевёз свою семью из Лос-Анджелеса в свой родной город Данвилл, где он открыл ресторан со своим братом. После двух лет он решил переехать в Нью-Йорк, так как его агент предложил ему пробоваться на роль одного из трёх героев игры Grand Theft Auto V. Изначально Люк был против этой идеи, но после прочтения сценария решил пройти прослушивание. В конечном итоге, он был выбран на роль одного из главных героев игры — Майкла де Санты.

## Личная жизнь
Люк женился на актрисе Эми Сакс 12 ноября 1997 года. В 2002 году у них родился сын Макс «Бабба». В настоящее время они живут в графстве Весчестер, Нью-Йорк. Люк почти глух на правое ухо.

## Фильмография
| Год       |     | Русское название                    | Оригинальное название             | Роль                                            |
| --------- | --- | ----------------------------------- | --------------------------------- | ----------------------------------------------- |
| 1991      | мф  | Пёс из Лас-Вегаса                   | Раффлс                            |                                                 |
| 1994      | с   | Направляющий свет                   | Guiding Light                     | шериф                                           |
| 1995      | с   | Полиция Нью-Йорка                   | NYPD Blue                         | адвокат                                         |
| 1996      | с   | Одно убийство                       | Murder One                        | заговорщик                                      |
| 1996      | ф   | Чокнутый профессор                  | Nutty Professor                   | строитель                                       |
| 1996      | с   | Отступник                           | Renegade                          | Энди Уорвик                                     |
| 1997      | с   | Горящая зона                        | Burning Zone                      | второй офицер                                   |
| 1997      | с   | Главный инцидент                    | High Incident                     | Гэри Баттерворт                                 |
| 1997      | тф  | Под угрозой                         | On the Line                       | офицер Эл                                       |
| 1999      | с   | Главный госпиталь                   | General Hospital                  | телохранитель                                   |
| 1999      | с   | Городские парни                     | City Guys                         | Лонни Коллинз                                   |
| 1999      | кор | —                                   | Citation of Merit                 | сержант Смит                                    |
| 2000      | с   | Притворщик                          | The Pretender                     | Дэвид Арнольд                                   |
| 2000      | с   | Военно-юридическая служба           | JAG                               | офицер Бракен                                   |
| 2000      | с   | Охотница                            | The Huntress                      | детектив Эллард                                 |
| 2000      | с   | Диагноз: убийство                   | Diagnosis: Murder                 | Тиммонс                                         |
| 2002—2005 | с   | Все мои дети                        | All My Children                   | начальник пожарной службы / частный детектив    |
| 2002—2013 | с   | Закон и порядок: Специальный корпус | Law & Order: Special Victims Unit | мистер Тербер / Роджер Свонсон / мистер Уилмонт |
| 2004      | с   | Третья смена                        | Third Watch                       | Рон Коннелли                                    |
| 2005      | с   | Как вращается мир                   | As the World Turns                | детектив Лэнгстром                              |
| 2005      | с   | Джонни Зиро                         | Jonny Zero                        | офицер Манси                                    |
| 2005      | с   | Закон и порядок                     | Law & Order                       | Кен Косгроув                                    |
| 2009      | с   | Катана                              | Katana                            | администратор                                   |
| 2013      | с   | Подпольная империя                  | Boardwalk Empire                  | грубиян                                         |
| 2015      | с   | —                                   | Unfiltered                        | Рэндольф Уайли                                  |
| 2017      | ф   | —                                   | American Gothic                   | Билл                                            |